# Mastermind (canção)
"Mastermind" é uma canção da cantora e compositora estadunidense Taylor Swift, extraída de seu décimo álbum de estúdio, Midnights (2022). Escrita e produzida por Swift e Jack Antonoff, a faixa tem letras sobre uma protagonista confessando a seu amante que ela, no passado, iniciou cuidadosamente um plano para fazê-lo amá-la. A produção consiste em arpejadores rodopiantes, harmonias vocais em camadas e baixo expansivo. A faixa alcançou o top 20 das paradas musicais na Austrália, Canadá e Estados Unidos, e alcançou a posição de número 13 na Billboard Global 200.

## Antecedentes
Em 28 de agosto de 2022, Taylor Swift anunciou seu décimo álbum de estúdio, Midnights, com lançamento previsto para 21 de outubro de 2022; sua lista de faixas não foi revelada imediatamente. Jack Antonoff, colaborador de longa data de Swift, que trabalhava com ela desde seu quinto álbum de estúdio, 1989 (2014), foi confirmado como produtor de Midnights por um vídeo postado na conta de Swift no Instagram em 16 de setembro de 2022, intitulado "The making of Midnights.
Em 21 de setembro de 2022, Swift começou a revelar a lista de faixas de Midnights em uma ordem aleatória por meio de uma curta série de vídeos no TikTok, intitulada Midnights Mayhem with Me. Composto por 13 episódios, Swift anunciava o título de uma música a cada episódio rolando uma gaiola de loteria contendo 13 bolas de pingue-pongue numeradas de um a treze, cada uma representando uma faixa de Midnights. Quando uma bola caia, ela anunciava o título da faixa correspondente do álbum por telefone. "Mastermind" foi o primeiro título de faixa revelado por Swift.

## Composição
Musicalmente, Mastermind é uma canção eletro-pop e synth-pop com arpejadores de sintetizador rodopiantes, um baixo expansivo e harmonias vocais em camadas. Muitos críticos compararam a música às obras de Ellie Goulding e Lorde. A letra é sobre refletir sobre o passado e declarar que o protagonista é o mentor de tudo o que aconteceu.

## Tabelas musicais
| Tabelas musicais (2022)                   | Melhor posição |
| ----------------------------------------- | -------------- |
| Austrália (ARIA)                          | 12             |
| Canadá (Canadian Hot 100)                 | 12             |
| República Checa (Singles Digitál Top 100) | 52             |
| Mundo (Billboard Global 200)              | 13             |
| Grécia - International (IFPI)             | 23             |
| Lituânia (AGATA)                          | 51             |
| Malásia - International (RIM)             | 18             |
| Filipinas (Billboard)                     | 13             |
| Portugal (AFP)                            | 33             |
| Singapura (RIAS)                          | 14             |
| Eslováquia (Singles Digitál Top 100)      | 62             |
| Espanha (PROMUSICAE)                      | 80             |
| Suécia (Sverigetopplistan)                | 56             |
| Suiça (Schweizer Hitparade)               | 60             |
| Reino Unido (Audio Streaming Chart)       | 15             |
| Estados Unidos (Billboard Hot 100)        | 13             |
| Vietnã (Vietnam Hot 100)                  | 33             |